# De Struise Brouwers
De Struise Brouwers ('t Oud Schooltje) is een Belgische brouwerij uit Oostvleteren, opgericht door Urbain Coutteau, Carlo Grootaert, Philippe Driessens en Peter Braem. Ze zijn rond 2001 gestart met brouwen. Ze hebben een eigen brouwerij in Oostvleteren. Vervolgens vervolledigden Tom Coutteau zoon van oprichter Urbain en zijn schoonzoon Dion Vandeweghe het Team op de brouwerij. Officieel heet het bedrijf VDACO BVBA.
De Struise Brouwers maakten vrij snel naam, aanvankelijk vooral bij Scandinavische en Amerikaanse bierkenners. Daarna verwierven ze ruimere bekendheid in eigen land. Op de website Ratebeer, waar bierdrinkers uit de hele wereld aan biersoorten cijfers toekennen, voerden ze in 2008 de ranglijst van beste brouwers ter wereld aan.

## Bierfirma
Volgens de strikte definitie van het woord waren De Struise Brouwers tot 2010 geen brouwerij maar een bierfirma. In tegenstelling tot de meeste andere bierfirma's, die het brouwen overlaten aan iemand anders in een andere brouwerij, maakten De Struise Brouwers gebruik van een brouwerij om daar zelf hun eigen bieren te brouwen. Vanaf 2012 brouwen ze enkel in hun eigen brouwerij te Vleteren.
De Struise Brouwers hebben in een oud schoolgebouw in Oostvleteren sinds 2010 een eigen brouwerij met proeflokaal.

## Bieren
De bieren van deze brouwerij mogen sinds 2012 het logo "Belgische Hop-Houblon Belge–Belgian Hops" dragen. Dit kwaliteitslabel werd in september 2011 gelanceerd en wordt enkel toegekend aan bieren die gebrouwen worden met minimum 50% Belgische hop.
- Aardmonnik
- Black Albert
- Black Damnation
- Black Jack
- Cuvée Delphine
- Elliot Brew
- Ignis & Flamma
- Jaded Stillwater Artisanal
- Kloeke Blonde
- Outblack
- Pannepot
- Pannepot Grand Reserva
- Pannepot Reserva
- Pannepøt
- Roste Jeanne
- Sint-Amatus
- Struise Rosse
- Struise Witte
- Struiselensis
- Svea IPA
- Tsjeeses
- Tsjeeses Reserva
- Shark Pants
- Westoek